# Dobratcha
Dobratcha ou Dobrača (en macédonien Добрача) est un village du nord de la Macédoine du Nord, situé dans la municipalité de Staro Nagoritchané. Le village comptait 76 habitants en 2002.

## Démographie
Lors du recensement de 2002, le village comptait :
- Macédoniens : 75
- Serbes : 1